# Karl von Gall
Karl Freiherr von Gall (* 5. November 1847 in Bessungen; † 28. Mai 1926) war ein preußischer General der Infanterie.

## Leben

### Herkunft
Karl entstammte der hessischen Linie des Adelsgeschlechts von Gall, die durch seinen gleichnamigen Großvater Carl von Gall die großherzoglich hessische Anerkennung des Freiherrnstandes erhalten hatte. Er war ein Sohn des großherzoglich hessischen Kammerherrn und Majors August von Gall (1800–1874) und dessen zweiten Ehefrau Katharina, geborene Breitwieser (1821–1889).

### Militärkarriere
Gall besuchte zunächst die Polytechnische Schule in Darmstadt. Am 1. April 1864 trat er als Fahnenjunker in das 1. Infanterie-Regiment (Leibgarde-Regiment) der Großherzoglich Hessischen Armee ein und avancierte bis Anfang Juni 1866 zum Leutnant. Im folgenden Krieg gegen Preußen nahm er im Verbund des VIII. Bundeskorps an den Kämpfen in Süddeutschland teil und wurde im Gefecht bei Frohnhofen schwer verwundet.
1870/71 wirkte Gall während des Krieges gegen Frankreich in den Schlachten bei Vionville, Gravelotte, Noisseville, Orléans, Beaugency, der Belagerung von Metz sowie in den Gefechten bei Montlivault, Chambord und Vienne. Ausgezeichnet mit dem Eisernen Kreuz II. Klasse und dem Militär-Verdienstkreuz wurde Gall nach dem Friedensschluss unter Beförderung zum Oberleutnant Ende November 1871 in das 4. Infanterie-Regiment „Prinz Carl“ (Nr. 118) versetzt. Durch die Militärkonvention zwischen Hessen und Preußen trat er zum 1. Januar 1872 in den Verband der Preußischen Armee über.
Am 11. Dezember 1880 avancierte Gall zum Hauptmann und Kompaniechef, war als solcher von Mitte Juni 1882 bis Mitte Juli 1887 im Garde-Füsilier-Regiment tätig und wurde anschließend unter Stellung à la suite des 3. Magdeburgischen Infanterie-Regiments Nr. 66 als Kommandeur der Unteroffiziervorschule nach Weilburg versetzt. Im November 1887 zum Major befördert, trat er am 15. Januar 1889 als Kommandeur des I. Bataillons im 3. Oberschlesischen Infanterie-Regiment Nr. 62 in den Truppendienst zurück. Unter Stellung à la suite des Regiments erfolgte am 28. Juli 1892 seine Ernennung zum Kommandeur der Kriegsschule Metz sowie Ende März 1893 die Beförderung zum Oberstleutnant. Daran schloss sich vom 18. Oktober 1895 bis zum 16. Februar 1898 eine Verwendung als Inspekteur der militärischen Strafanstalten in Berlin an. Zwischenzeitlich zum Oberst aufgestiegen, war Gall dann Kommandeur des 3. Posenschen Infanterie-Regiments Nr. 58 in Glogau und wurde am 22. Mai 1899 unter Beförderung zum Generalmajor als Kommandeur der 60. Infanterie-Brigade nach Straßburg versetzt. Am 16. Juni 1900 folgte seine Ernennung zum Inspekteur der Kriegsschulen in Berlin. In dieser Stellung stieg er Anfang April 1902 zum Generalleutnant auf und übernahm am 19. Juni 1902 das Kommando über die Großherzoglich Hessische (25.) Division in Darmstadt. Großherzog Ernst Ludwig würdigte Gall am 1. April 1904 durch die Verleihung des Großkreuzes des Verdienstordens Philipps des Großmütigen. Am 11. Oktober 1906 wurde er zum Gouverneur von Köln ernannt und erhielt fünf Tage später den Charakter als General der Infanterie. In Genehmigung seines Abschiedsgesuches wurde Gall am 18. April 1907 mit der gesetzlichen Pension zur Disposition gestellt und im Januar 1907 anlässlich des Ordensfestes mit dem Roten Adlerorden I. Klasse mit Eichenlaub ausgezeichnet.
Während des Ersten Weltkriegs wurde Gall als z.D.-Offizier wiederverwendet und fungierte vom 2. August 1914 bis zum 23. November 1916 als Kommandierender General des stellvertretenden Generalkommandos des XVIII. Armee-Korps in Frankfurt am Main.
Nach dem Tod von Wilhelm von Fircks war er von 1895 bis 1919 Herausgeber des jährlich erscheinenden Taschenkalenders für das Heer („Der kleine Fircks“).

### Familie
Gall hatte sich am 28. Oktober 1876 in Worms mit Sophie von Muralt (1846–1929) verheiratet. Aus der Ehe gingen drei Söhne hervor, die alle eine Militärkarriere in der preußischen Armee einschlugen:
- Karl (1877–1929) I. ⚭ 1905 Else von Busse (1883–1908); II. ⚭ 1920 Hilde von Baerensprung (* 1888), gesch. 1926
- Max (1879–1930) ⚭ 1920 Marguerite Ellebount (* 1888)
- Moritz (* 1882) ⚭ 1920 Louise Elisabeth Schnorr (* 1877)